# Icoană și privaz
„Icoană și privaz” este o poezie de Mihai Eminescu, scrisă în 1876 și publicată pentru prima oară după moartea poetului.